# Ivica Jurković
Ivica Jurković (Čapljina, 26. ožujka 1973.), bivši je slovenski košarkaš hrvatskog podrijetla.

## Klupska karijera
Karijeru je počeo u Čapljini. Potom je igrao za stočaku Iskru i mostarsku Lokomotivu. 1995./1996. preselio je u Sloveniju gdje je prvo zaigrao za Rogašku Donat MG. Sljedeće sezone otišao je u ljubljansku Olimpiju gdje je ostao tri sezone. Četiri sljedeće godine proveo je u Turskoj u dresu Turk Telekoma. Sezonu 2003./2004. odigrao je u Grčkoj u solunskom PAOK-u. U Grčkoj je ostao također sljedeće sezone 2004./2005., igrajući za pirejski Olympiakos. Godinu potom otišao je u Rusiju u rostovski Lokomotiv. Krajem natjecateljske godine vratio se u Union Olimpiju gdje je igrao do konca sezone 2006./07. Pola sezone 2007./08. igrao je u Iranu u Kavehu, a u drugoj polovici ponovo je otišao u Turk Telekom. 

### Reprezentativna karijera
Višegodišnji je slovenski reprezentativac. Igrao je za nju na četirima europskim prvenstvima: 1997., 1999., 2001. i 2003.